# Anthony Lopes
Anthony Lopes (* 1. října 1990 Givors) je portugalský profesionální fotbalový brankář, který chytá za francouzský klub Olympique Lyon a za portugalský národní tým.

## Klubová kariéra
V profesionální kopané debutoval v klubu Olympique Lyon, kde se propracoval až do pozice brankářské jedničky.

## Reprezentační kariéra
Anthony Lopes reprezentoval Portugalsko v mládežnických kategoriích.
V A-mužstvu Portugalska debutoval 31. 3. 2015 v přátelském zápase v Estorilu proti týmu Kapverd (prohra 0:2).

## Úspěchy a vyznamenání
- komandér Řádu za zásluhy – Portugalsko, 10. července 2016[2]
- Sestava sezóny Ligy mistrů UEFA – 2019/20[3]